# Hodgson-Fledermaus
Die Hodgson-Fledermaus (Myotis formosus) ist eine Art der Mausohren (Myotis) innerhalb der Fledermäuse (Chiroptera). Sie ist in mehreren fleckenhaften Gebieten über weite Teile Südasiens bis Ost- und Südostasien verbreitet.

## Merkmale
Die Hodgson-Fledermaus erreicht eine Kopf-Rumpf-Länge von 45 bis 70 Millimetern und eine Schwanzlänge von 43 bis 52 Millimetern. Der Unterarm hat eine Länge von 45 bis 50 Millimetern, die Hinterfüße messen 10 bis 12 Millimeter und die Ohren 16 bis 17 Millimeter. Es handelt sich entsprechend um eine vergleichsweise große Art der Gattung. Das Rückenfell ist braun, die Bauchseite ist hell rotbraun. Die Arm- oder Flankenflughaut (Plagiopatagium) sowie die Schwanzflughaut (Uropatagium) sind zum größten Teil ebenfalls hell rotbraun, zwischen den Fingern ist die Flughaut braunschwarz gefärbt. Die Flughaut setzt an der Fußwurzel am basalen Teil der Zehen an. Sie ist entlang des Armes und am Körper vereinzelt mit kurzen, hellen Haaren bedeckt. Die Ohren sind schmal und lang sowie leicht ei-förmig, der Tragus ist ebenfalls lang und schmal und endet spitz zulaufend. Die Flughaut setzt an der Basis der Zehen an.
Der Schädel ist auf der Rückseite verhältnismäßig flach, der Hirnschädel (Cranium) ist nicht wesentlich vorspringend. Die Zähne weisen einige artspezifische Merkmale auf, so ist der äußere der oberen Schneidezähne I3 kleiner als der innere Schneidezahn I2 und der erste obere Prämolar P2 größer als der folgende P3.

## Verbreitung

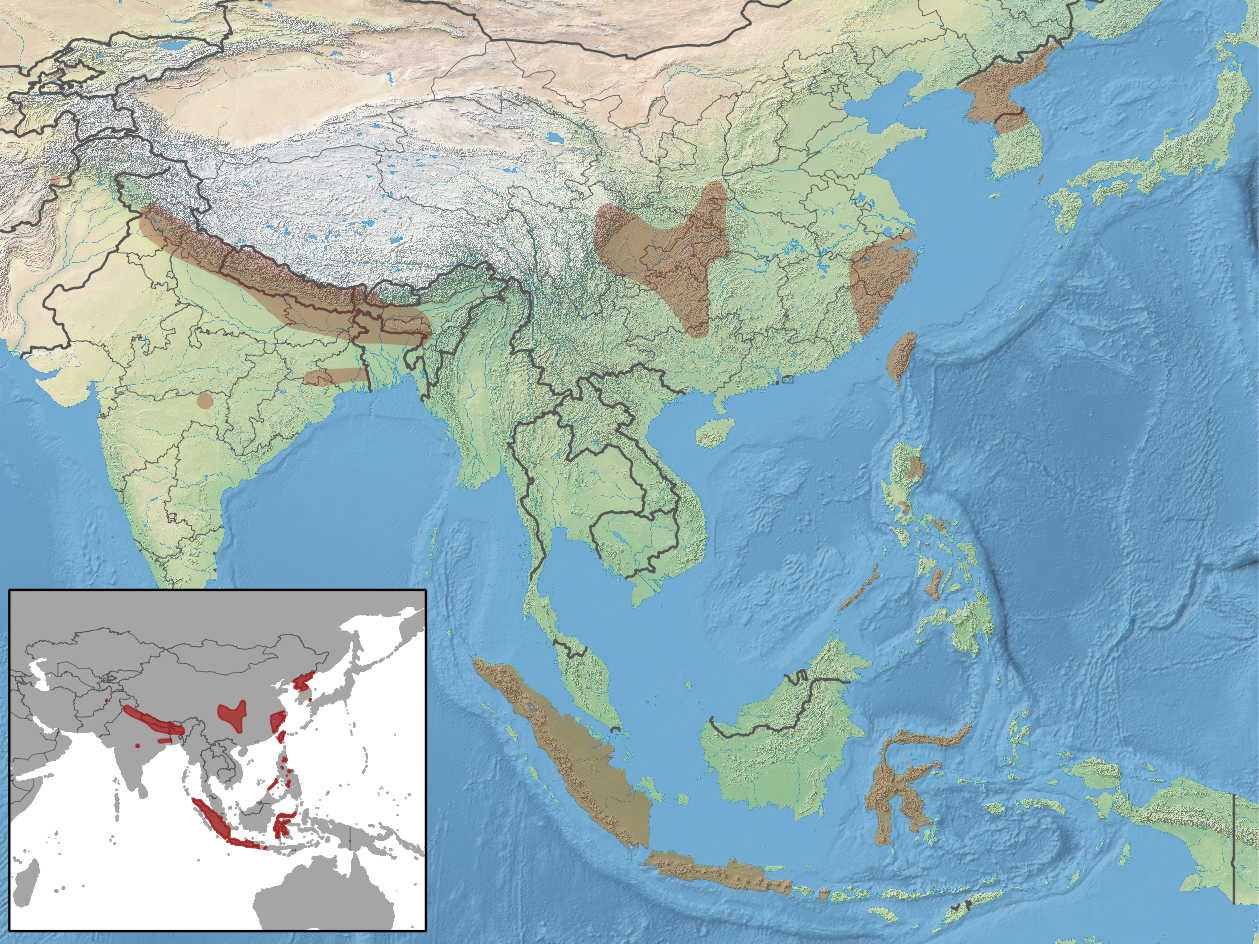
Verbreitungsgebiete der Hodgson-Fledermaus

Die Hodgson-Fledermaus kommt in mehreren fleckenhaften Gebieten über weite Teile Südasiens bis Ost- und Südostasien vor. In Südasien reicht das Verbreitungsgebiet von Afghanistan (Nangarhar) über Indien und Bangladesch und Nepal bis in den Süden und Osten der Volksrepublik China sowie nach Nord- und Südkorea sowie in wenigen Nachweisen auf die japanische Insel Tsushima. Die Funde auf Tsushima werden als Irrgäste eingestuft, Kolonien sind auf der Insel nicht bekannt. In Indien ist sie in Assam, Bihar, Himachal Pradesh, Jammu und Kashmir, Jharkhand, Maharashtra, Meghalaya, Mizoram, Punjab, Sikkim, Uttarakhand und Westbengalen anzutreffen. In China kommt sie im kommt im Süden und Osten vor und ist in Teilen von Sichuan, Zhejiang, Anhui, Shanghai, Hubei, Shaanxi, Jiangsu, Fujian, Guangxi, Guizhou verbreitet, zudem kommt sie auf der Insel Taiwan vor. In Südostasien findet man die Art in Laos sowie auf mehreren Inseln der Philippinen und Indonesien. In Indonesien ist sie auf Bali, Java, Sulawesi und Sumatra anzutreffen, auf den Philippinen auf Palawan, Negros, Sibuyan und Luzon.

## Lebensweise
Die Hodgson-Fledermaus lebt in Waldgebieten im Flachland sowie in niedrigen Berglagen bis 3000 Metern. Sie bevorzugt Primärwaldbestände, kommt jedoch auch in Sekundärwaldregionen vor. Die Art nutzt das Laub von Bäumen und Buschwerk sowie die Baumkronen als Ruheplatz und verbringt hier in Gruppen den Tag, daneben ist sie auch an und in Häusern und in Höhlen zu finden. Wie andere Fledermäuse ist sie nachtaktiv und ernährt sich von Insekten. Im Winter zieht sie sich in Höhlen zurück zur Überwinterung.
In Südasien wird sie als regelmäßig vorkommende, jedoch seltene Art beschrieben. An den Schlafplätzen sammelt sie sich in der Regel zu wenigen Individuen, in Höhlen können die Gruppen 40 bis 50 Individuen umfassen.

## Systematik

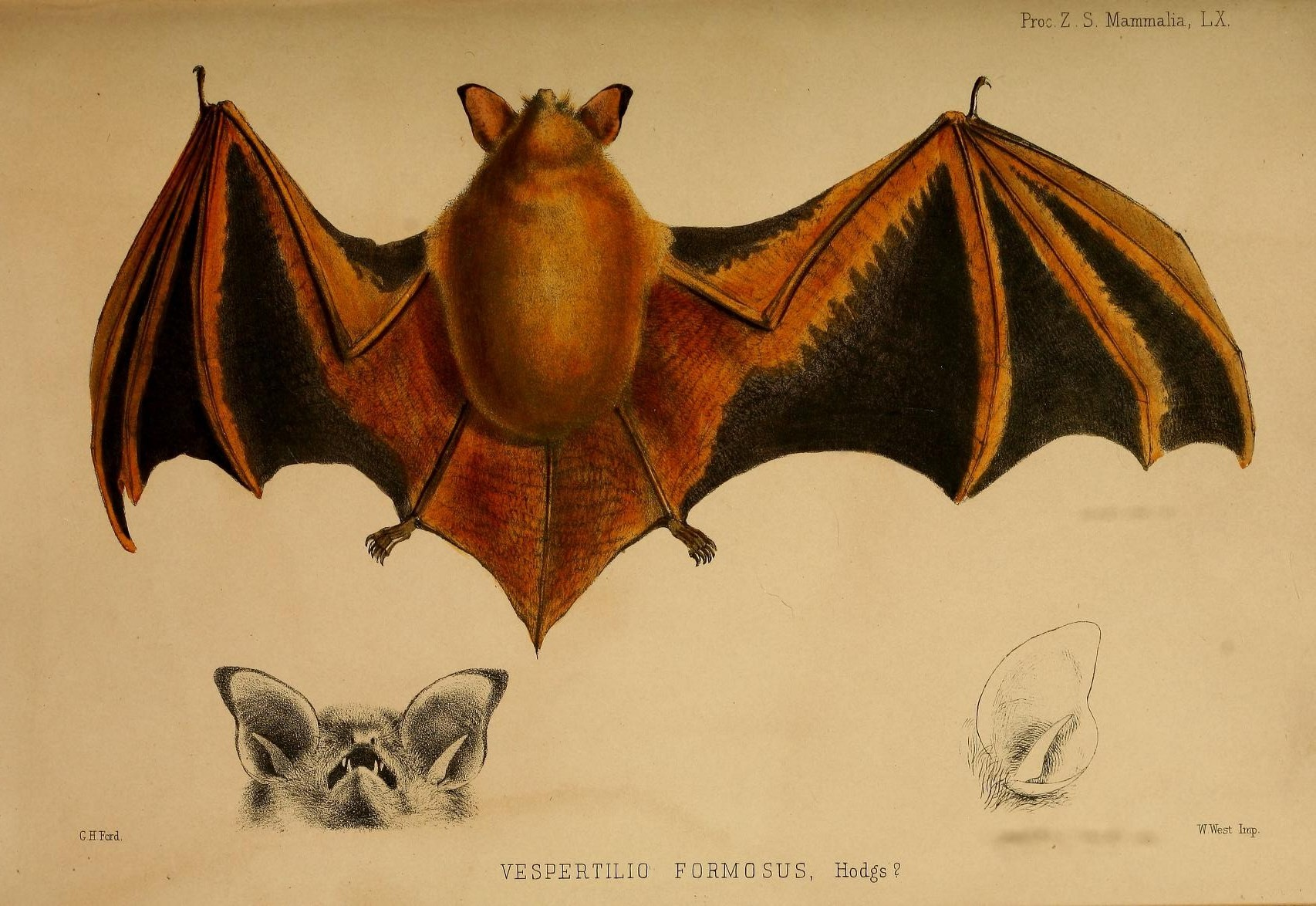
Hodgson-Fledermaus in einer Darstellung von 1848

Die Hodgson-Fledermaus wird als eigenständige Art den Mausohren (Gattung Myotis) zugeordnet, zu der mehr als 100 Arten gehören. Die wissenschaftliche Erstbeschreibung stammt von dem britischen Naturkundler Brian Houghton Hodgson aus dem Jahr 1835, der sie unter dem Namen Vespertilio formosa anhand von Exemplaren aus Nepal beschrieb. Es ist möglich, dass innerhalb der Hodgson-Fledermaus mehrere nahe verwandte Arten unterschieden werden müssen und es sich nicht um eine einzelne Art, sondern um einen Artenkomplex handelt.
Innerhalb der Art werden mehrere Unterarten unterschieden, in China lebt beispielsweise die Unterart Myotis formosus rufoniger und auf Taiwan kommt diese gemeinsam mit der dort endemischen Myotis formosus watasei vor.

## Gefährdung und Schutz
Die Art wird von der International Union for Conservation of Nature and Natural Resources (IUCN) als nicht gefährdet („least concern“) eingestuft. Begründet wird diese Zuordnung durch das sehr große Verbreitungsgebiet sowie die großen Bestände und das häufige Vorkommen. Bestandsgefährdende Bedrohungen für den Artbestand sind nicht bekannt.

## Belege
1. 1 2 3 4 5 6  Don E. Wilson Hodgon's Myotis. In: Andrew T. Smith, Yan Xie: A Guide to the Mammals of China. Princeton University Press, 2008; S. 376, ISBN 978-0-691-09984-2.
2. 1 2 3 4 5 6 7 8 9  Myotis formosus in der Roten Liste gefährdeter Arten der IUCN 2016.2. Eingestellt von: C. Francis, P. Bates, G. Csorba, S. Molur, C. Srinivasulu, 2008. Abgerufen am 22. November 2016.
3. 1 2  Don E. Wilson & DeeAnn M. Reeder (Hrsg.): Myotis formosus in Mammal Species of the World. A Taxonomic and Geographic Reference (3rd ed), 2005